# Šimun Hrgović
Šimun Hrgović, né le 20 mars 2004 à Vukovar en Croatie, est un footballeur croate qui évolue au poste d'arrière gauche au HNK Hajduk Split.

## Biographie

### En club
Né à Vukovar en Croatie, Šimun Hrgović commence à jouer pour le Radnički Vukovar puis il est formé par le HNK Cibalia avant de rejoindre Hajduk Split en 2019, où il poursuit sa formation. Il commence toutefois sa carrière au NK Solin, où il est prêté le 15 juillet 2023. Il joue donc son premier match en professionnel avec ce club, le 12 août 2023, lors d'une rencontre de championnat face au NK BSK Bijelo Brdo, lors de la première journée de la saison 2023-2024. Il est titularisé et les deux équipes se neutralisent (0-0 score final).
Il fait ensuite son retour au HNK Hajduk Split et joue son premier match de première division croate le 12 novembre 2023, face au NK Varaždin. Il entre en jeu et son équipe s'impose par trois buts à un.

### En sélection
Il représente l'équipe de Croatie des moins de 18 ans entre 2021 et 2022, jouant au total sept matchs avec cette sélection.